# Nodar Kumaritašvili
Nodar Kumaritašvili (gruzinsko ნოდარ ქუმარიტაშვილი; izgovorjava [nɔdɑr kʰumɑritʼɑʃvili]), gruzinski sankač, * 25. november 1988, Bordžomi, Gruzinska SSR, Sovjetska zveza, † 12. februar 2010, Whistler, Britanska Kolumbija, Kanada.
Kumaritašvili je umrl med treningom sankačev v moškem enosedu Zimskih olimpijskih iger 2010, potem ko je v 16. zavoju pri hitrosti okoli 145 km/h zletel s proge in trčil v nezaščiten železni nosilec. Njegova nesreča se je pripetila na dan Otvoritvene slovesnosti iger, 12. februarja 2010. V zgodovino se je zapisal kot četrti športnik, ki se je smrtno ponesrečil med pripravami na zimske olimpijske igre, za britanskim sankačem Kazimierzom Kay-Skrzypeskim, avstralskim alpskim smučarjem Rossom Milnom (oba Innsbruck 1964) in švicarskim hitrostnim smučarjem Nicolasom Bochatayem (Albertville 1992). Prav tako je postal šesta smrtna žrtev poletnih in zimskih olimpijskih iger skupaj.

## Življenje in kariera
Kumaritašvili se je rodil v Bordžomiju, letoviškem mestu v osrednji Gruziji. Odraščal je v regiji s številnimi zasneženimi hribi in se ukvarjal z različnimi zimskimi športi. S sankanjem je pričel pri trinajstih letih. V svoji prvi tekmovalni sezoni 2008/09 je v skupnem seštevku Sankaškega svetovnega pokala med 62 tekmovalci zasedel 55. mesto. V sezoni 2009/10 je januarsko dirko na progi Cesana Pariol, ki je štela za točke svetovnega pokala, končal na 28. mestu med 32 tekmovalci. To je bil tudi njegov zadnji nastop na tekmah za svetovni pokal. V času smrti je na začasni lestvici svetovnega pokala med 65-imi tekmovalci zasedal 44. mesto.
Njegov oče, Davit Kumaritašvili, se je v mladosti prav tako ukvarjal s sankanjem in je še v času Sovjetske zveze osvojil sovjetsko mladinsko državno prvenstvo. Bratranec Nodarjevega očeta, Feliks Kumaritašvili, je v času Nodarjeve nesreče vodil Gruzinsko sankaško zvezo. Nodarjev sorodnik je bil tudi Aleko Kumaritašvili, ki velja za očeta organiziranega sankanja v Gruziji.
Kumaritašvili je kljub strogemu ritmu treningov in tekmovanj diplomiral na Politehniški univerzi v Tbilisiju. Magisterij iz ekonomije je opravil leta 2009.

## Smrtna nesreča
Kumaritašvili se je na Zimskih olimpijskih igrah 2010 kvalificiral za moško sankaško tekmovanje, s čimer bi debitiral na olimpijskih igrah. 12. februarja 2010 je med treningom na olimpijski progi Whistler Sliding Centre doživel nesrečo, ko je v zadnjem zavoju proge izgubil nadzor in zletel s proge. Z glavo in zatiljem je trčil v nezaščiten železni nosilec. V času nesreče je Kumaritašvili po izračunih po progi brzel s hitrostjo 143,6 km/h. Med testiranjem proge leta 2009 je testni sankač dosegel rekordno hitrost 153,937 km/h. Predsednik Mednarodne sankaške zveze (FIL) Josef Fendt je tedaj izrazil skrb: »Zdravje in varnost tekmovalcev sta pomembnejša od rekordnih dosežkov.« 
Že nekaj sekund po nesreči so Kumaritašviliju nudili zdravniško pomoč. Približno minuto zatem so pričeli z oživljanjem in mu v usta vstavili plastično cevko za dihanje. Nezavestnega so ga nato s helikopterjem prepeljali v bolnišnico v Whistlerju, kjer je za poškodbami umrl. Kumaritašvili je s tem postal prvi smrtno ponesrečeni sankač po 10. decembru 1975. Usodna vožnja je bila njegova 25. vožnja na progi v Whistlerju in njegova 13. vožnja s pričetkom v točki olimpijskega starta za moške. Kmalu po nesreči so se v nekaterih svetovnih medijih pojavili očitki, da je za njegovo smrt kriv neuradni kanadski olimpijski program Own the Podium. Ustanovitelji programa so stremeli k temu, da bi kanadski športniki čim več trenirali na olimpijskih tekmovališčih v Vancouvru in Whistlerju ter bi tako imeli več možnosti za kolajno. Mnogi so bili mnenja, da zavoljo tega programa športniki iz ostalih držav niso imeli dovolj časa za pripravo na tekmovališču samem.

### Odziv iz domovine
Prva odziva v Gruziji, potem ko so televizijske postaje predvajale videoposnetek Kumaritašvilijeve nesreče, sta bila šok in žalovanje. Takoj po dogodku so vodilni v gruzinski olimpijski reprezentanci oznanili, da razmišljajo o neudeležbi na otvoritveni slovesnosti ter celo o odpovedi iger in odhodu celotne odprave nazaj v domovino. Kasneje je gruzinski minister za šport in kulturo Nika Rurua obelodanil, da bo reprezentanca ostala v Vancouvru in »svoje nastope posvetila svojemu padlemu tovarišu.«  Ostalih sedem članov gruzinske olimpijske odprave je na otvoritveni slovesnosti v znak žalovanja na zapestjih nosilo črne trakove. Na gruzinsko zastavo so privezali črn žalni trak, prav tako pa so v svoji procesiji v znak spoštovanja pustili prazen prostor za Kumaritašvilija. Občinstvo na stadionu BC Place Stadium jih je pozdravilo s stoječimi ovacijami. Takoj po koncu procesije je celotna gruzinska odprava zapustila stadion.
V Kumaritašvilijevo čast so organizatorji otvoritvene slovesnosti namenili minuto molka, po kateri so tako kanadsko kot olimpijsko zastavo spustili do polovice jambora. Po novici o njegovi smrti je kanadski generalni guverner David Johnston izdal odlok, po katerem so morale biti do polnoči 13. februarja 2010 vse zastave na zveznih vladnih stavbah v Britanski Kolumbiji, med drugim tudi na vseh olimpijskih prizoriščih, spuščene do polovice svojih jamborov.
Kumaritašvilijevo truplo je 17. februarja 2010 v zgodnjih jutranjih urah prispelo v gruzinsko prestolnico Tbilisi. V njegovo rodno mesto Bakuriani so ga prepeljali kasneje istega dne. Pokopali so ga 20. februarja 2010 v njegovi domači cerkvi. Pogrebnih slovesnosti se je udeležilo več tisoč rojakov, med drugim tudi gruzinski predsednik Miheil Saakašvili, ki je na pogreb prispel oblečen v gruzinski olimpijski dres. Ulico, kjer se nahaja Kumaritašvilijev otroški dom, so poimenovali po njem.

### Ostali odzivi
Na Mednarodni sankaški zvezi (FIL) so po Kumaritašvilijevi smrti sprožili notranjo preiskavo ustreznosti in varnosti proge. Po prejetju ocen tehničnih komisarjev, ki so se v primer poglobili, so javnosti posredovali naslednjo izjavo:
| »Prišli smo do zaključka, da je sankač prepozno izšel iz 15. zavoja in ni dovolj pokompenziral, da bi ustrezno vstopil v 16. zavoj. To je imelo za posledico pozen vhod v 16. zavoj in čeprav se je trudil težavo rešiti, je naposled izgubil nadzor nad sankami, kar je vodilo v tragično nesrečo. Tehnični komisarji Mednarodne sankaške zveze so uspeli sankačev nastop podrobno preučiti in so ugotovili, da ni nobenega znaka, da bi nesrečo zakrivile pomanjkljivosti v progi.« Vir: |

Na podlagi teh ugotovitev je direktor dirke v posvetovanju s FIL-om sklenil ponovno odpreti progo, dvigniti zaščitni zid v 16. zavoju in spremeniti ledeni profil. V preventivne namene so odgovorni prav tako start moške sankaške dirke spustili na mesto starta žensk, s čimer so zmanjšali skupno višinsko razliko in s tem tudi hitrost tekmovalcev.
Treningi na progi so se nadaljevali 13. februarja, potem ko so odgovorni spremenili ledeni profil in na mestu Kumaritašvilijeve nesreče dodali leseno ograjo. Prav tako so preostale izpostavljene železne nosilce blizu ciljne linije oblepili z varnostno prevleko. Olimpijski funkcionarji so o spremembah na progi izjavili, da »nimajo varnostne funkcije, temveč služijo za prilagoditev čustvenega stanja ostalih sankačev.«  Trije sankači, med njimi tudi Kumaritašvilijev rojak Levan Gurešidze, se 13. februarja niso udeležili treninga. Gurešidze je svoj nadaljnji olimpijski nastop dokončno odpovedal ter se odločil odleteti nazaj v domovino in žalovati za izgubo kolega. Vsi tekmovalci, ki so sklenili ostati v Vancouvru in nadaljevati s tekmovanjem, so med nastopi v znak spoštovanja do Kumaritašvilija na svojih čeladah nosili črne trakove.
10. marca 2010 so pri Mednarodni sankaški zvezi naznanili, da so Kumaritašvilijevi družini na priprošnjo Gruzinske sankaške zveze posredovali donacijo 10.000 evrov, v želji obnovitve družine in družinske hiše. Transakcijo so opravili preko banke Sparkasse v Berchtesgadnu, Nemčija.

### Poročilo Mednarodne sankaške zveze
Mednarodna sankaška zveza je 19. aprila 2010 Mednarodnemu olimpijskemu komiteju posredovala poročilo o Kumaritašvilijevi smrti, in ga objavila na svojih spletnih straneh. V poročilu so zapisali, da so Kumaritašvilijeve sanke zadoščale vsem kriterijem in standardom FIL-a. Nesrečo so pripisali »sankačevim napakam, ki so se pričele v zavoju 15 ter se stopnjevale in vodile do tega, da je zapustil stezo in posledično zadel v steber ... Gre za tragičen dogodek, do katerega zaradi prvotne sankačeve napake ne bi smelo priti.« Ko so sanke ob izhodu iz zavoja 16 zadele v zid, je tekmovalca in sanke vrglo s proge, s čimer je Kumaritašvili popolnoma izgubil nadzor. Šlo je za do sedaj neznan tip nezgode, in zatorej »konstrukcijski izračuni na progi niso bili narejeni za preprečitev nesreč, ki bi nastale v neznanih in nepredvidenih okoliščinah. Zato tudi izgradnja varnostnega zidu na tistem odseku ne bi mogla preprečiti tragedije, ki je sledila.«  V poročilu so tudi zavedli, da so med procesom homologacije in kasnejšimi dejavnostmi na prizorišču v Whistlerju ugotovili, da je proga hitrejša od prvotnih izračunov. Medtem ko so slednji najvišjo možno hitrost sprva postavljali na 136 km/h, je najhitrejši tekmovalec zabeležil hitrost 153,98 km/h. Mednarodna sankaška zveza je menila, da so se bili sankači zmožni spopasti s tako hitrostjo, vendar da »to ni smer, v katero bi si pri FIL-u želeli, da bi se šport razvijal.« Predsednik Fendt je istočasno napisal dopis organizacijskemu komiteju Zimskih olimpijskih iger 2014, da bodo pri Mednarodni sankaški zvezi odobrili sankaško progo v Sočiju zgolj pod pogojem, da hitrosti ne bodo presegale 130 do 135 km/h. Pri zvezi so v poročilu zapisali tudi, da je bilo »ugotovljeno,« kako bodo preprečevali tovrstne nesreče v prihodnosti. Svoje načrte so položili v spremembe športa, spremembe oblike sank in spremembe tehnologije prog. Generalni sekretar Mednarodne sankaške zveze Svein Romstad je poročilo povzel z besedami: »To, kar se je pripetilo Nodarju, je bila nepredvidljiva nesreča. Po temeljiti preiskavi dogodka ugotavljamo, da za nesrečo ni bil kriv en vzrok, temveč niz prepletenih dogodkov, ki so pripeljali do tragedije.« 

### Poročilo mrliškega oglednika
Primer so zatem preučevali še v pisarni mrliškega oglednika Britanske Kolumbije. Med preiskavo so se poglobili tudi, poleg ostalega dokaznega materiala, v pisne pritožbe glede varnosti proge v Whistlerju s strani venezuelskega sankača Wernerja Hoegerja, ki je 13. novembra 2009 na progi doživel nesrečo in utrpel hud pretres možganov. V pisarni so preučevali tudi namige o tem, da naj bi progo v sedanji obliki iz komercialnih razlogov zgradili v bližini Whistlerja in gorovja Blackcomb in da je zgrajena proga preozka in prestrma. Arhitekt proge Udo Gurgel je zadevo komentiral: »Proga je morala biti blizu Whistlerja, zavoljo uporabe po olimpijskih igrah. Nočemo uničiti investicije, tako da je proga na področju, ki je nekoliko strmo.« Po besedah Johna Furlonga, vodje organizacijskega komiteja Zimskih olimpijskih iger 2010, so predloge glede izgradnje sankaškega centra na gori Grouse blizu Vancouvra opustili že v zgodnji fazi kandidature. Gore Grouse namreč niso smeli uporabiti zaradi rezervacij, ki so jih izrazili pri mednarodnih zvezah za bob, sankanje in skeleton.
V poročilu dne 16. septembra 2010 je mrliški oglednik Tom Pawlowski Kumaritašvilijevo smrt označil za nesrečo, ki jo je povzročil »splet več dejavnikov,« med drugim visoke hitrosti, tehnične zahtevnosti proge in športnikove neizkušenosti. Zapisal je, da je bilo med Kumaritašvilijevimi trening vožnjami razumno predpostaviti, da je »g. Kumaritašvili brzel hitreje kot kadarkoli poprej v svojem življenju. Prav tako je nameraval iti še hitreje, medtem ko se je istočasno mučil s spoznavanjem zapletenosti proge in dinamiko, ki jo je ustvarjal.« Pawlowski je potrdil, da sankanje vedno vsebuje element tveganja in da so pri gradnji proge sledili najboljšim smernicam tistega časa. Vseeno je Mednarodno sankaško zvezo pozval, da svoje tekmovalce prisili v več obveznih treningov pred bodočimi olimpijskimi igrami in ostalimi večjimi tekmovanji. Kumaritašvilijev oče je na oglednikovo poročilo odgovoril: »Izjave, da je Nodar umrl zaradi pomanjkanja izkušenj, ne sprejemam. Če bi mu zares manjkalo izkušenj, si nikoli ne bi mogel prislužiti mesta na igrah.« 

### Častno odlikovanje
Mednarodni olimpijski komite je Kumaritašvilijevi družini 1. novembra 2010 predal častno odlikovanje. Slovesnosti, v sklopu katere so podelili to priznanje, so se poleg predstavnikov Mednarodnega olimpijskega komiteja in Mednarodne sankaške zveze udeležili še gruzinski minister za šport Lado Vardzelašvili in predsednik Gruzinskega olimpijskega komiteja Gia Nacvlišvili. Kumaritašvilijev oče je na slovesnosti oznanil, da bodo v sinov spomin v njegovem rojstnem kraju Bakuriani zgradili sankaško stezo.